# Венеційські ігри
Венеційські ігри (оригінальна назва подана французькою мовою — Jeux vénitiens, пол. Gry weneckie) — твір Вітольда Лютославського для камерного оркестру, написаний у 1961 році. В повному обсязі вперше виконаний 16 вересня 1961 на фестивалі «Варшавська осінь» силами Національного філармонічного оркестру Польщі, диригував Ровіцький Вітольд.
Венеційські ігри стали першим твором В. Лютославського, в якому він використав контрольовану алеаторику — прийом, коли різні інструментальні партії синхронізовані не повністю. Цей твір поклав початок новому етапу творчості композитора.
Твір складається з 4-х частин:
1. ad libitum
2. 1/4 = 150
3. 1/4 = 60
4. 1/4= 120 / ad libitum

Загальна тривалість — 13 хвилин.
Склад оркестру: 2.1.3.1 — 1.1.1.0 — timp.perc — cel.pf(2).hp(2) — 4.0.3.3.2
Цей твір отримав першу премію на Міжнародній трибуні композиторів при ЮНЕСКО у Парижі, 1962 рік.